# 버턴플라이쥐
버턴플라이쥐(학명: Otomys burtoni)는 설치류의 일종이다. 카메룬에서만 발견된다. 자연 서식지는 아열대 또는 열대 기후 지역의 고지대 관목 지대와 고지대 초원, 습지이다. 서식지 감소로 위협을 받고 있다.